# Osowo (jezioro)
Osowo – jezioro na Równinie Drawskiej, położone w województwie lubuskim, w powiecie strzelecko-drezdeneckim, w gminie Dobiegniew.

## Położenie i opis
Jezioro położone jest we wschodniej części powiatu strzelecko-drezdeneckiego, na Równinie Drawskiej. W pobliżu zachodniego brzegu jeziora znajduje się niewielka osada Osowiec. Kilkaset metrów na wschód od akwenu położone jest podobne wielkością jezioro Osieka.
Według Mapy Podziału Hydrograficznego Polski akwen leży na terenie zlewni siódmego poziomu Dopływ z jez. Łabądź. Identyfikator MPHP to 1888792.
Administratorem wód jeziora jest Regionalny Zarząd Gospodarki Wodnej w Bydgoszczy.

## Hydronimia
Jezioro pojawia się w źródłach w 1851 roku jako Gr. Wutzow S., a następnie Gr. Wutzow See (1893, 1936), Gr. Wutzow See — Osowo (1955), J. Wyrwa (1977), Jezioro Wuców Duży Gr. Wutzow See (1983), Jezioro Łabędź (2000), Wyrwa (2006). Państwowy rejestr nazw geograficznych jako nazwę urzędową akwenu podaje Osowo, wymieniając nazwy oboczne Wuców Duży, Osowiec, Łabędź oraz Wyrwa.

## Morfometria
Według danych Instytutu Rybactwa Śródlądowego powierzchnia zwierciadła wody jeziora wynosi 27,5 ha. A. Choiński, poprzez planimetrowanie na mapach 1:50 000, określił wielkość jeziora na 25 ha. 
Średnia głębokość zbiornika wodnego to 6 m, a maksymalna to 13,9 m. Objętość jeziora wynosi 1650 tys. m³. Maksymalna długość jeziora to 1250 m, a szerokość 320 m. Długość linii brzegowej wynosi 3000 m.
Według Atlasu jezior Polski (red. J. Jańczak, 1996) lustro wody znajduje się na wysokości 44,5 m n.p.m., natomiast według numerycznego modelu terenu udostępnionego przez Geoportal 44,4 m n.p.m.

## Ochrona środowiska
Jezioro znajduje się na obszarze chronionego krajobrazu Puszcza Drawska oraz na dwóch obszarach chronionych w ramach programu Natura 2000 – Uroczyska Puszczy Drawskiej (dyrektywa siedliskowa) i Lasy Puszczy nad Drawą (dyrektywa ptasia). Dodatkowo akwen jest położony w otulinie Drawieńskiego Parku Narodowego.